# Almannagjá
L'Almannagjá, toponyme islandais signifiant littéralement en français « la faille de tous les Hommes », est une faille normale d'Islande située sur le site de Þingvellir, dans le parc national du même nom. Site historique national majeur puisqu'elle a vu la naissance de l'État libre islandais et de son Parlement, l'Althing, elle constitue l'une des principales attractions touristiques du pays.

## Géologie

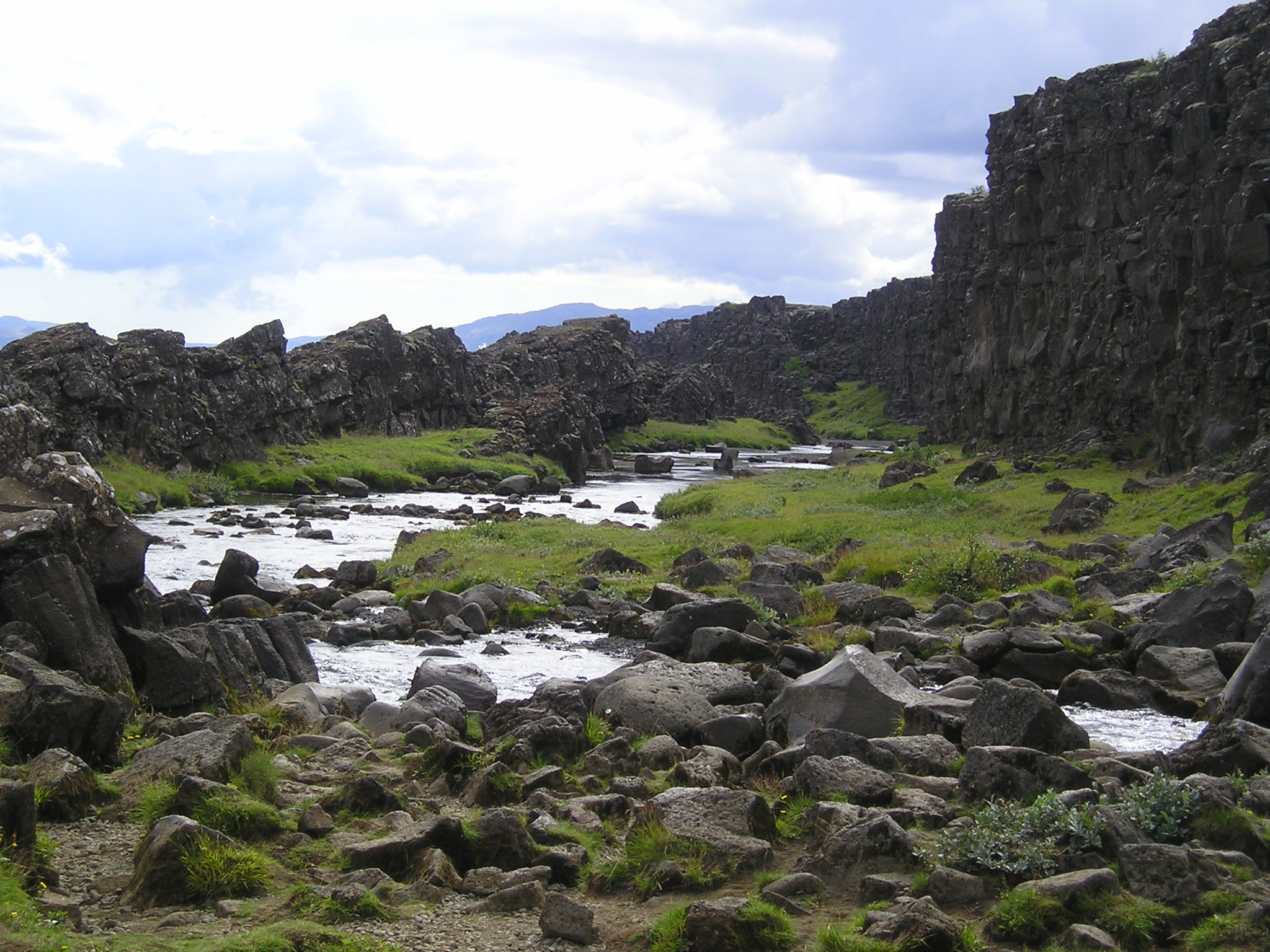
Vue de l'Almannagjá en direction du sud : le rebord occidental, à droite, forme une falaise verticale tandis que le rebord oriental, à gauche, est composé de blocs basculés ; au fond s'écoule l'Öxará.

L'Almannagjá est une faille normale marquant le rebord occidental du graben des Þingvellir au nord du Þingvallavatn. Longue de plusieurs kilomètres, elle est orientée sud-sud-ouest-nord-nord-est ; elle se termine au nord au pied de l'Ármannsfell, un ancien volcan sous-glaciaire, et se prolonge au sud par d'autres failles qui disparaissent sous les eaux du lac. Tandis que son rebord occidental prend la forme d'une falaise verticale de plusieurs mètres de hauteur, son rebord occidental est composé de grands blocs basculés vers l'est ; entre les deux bords de la faille se trouve un graben de taille réduite au fond plat composé d'éboulis et d'un sol herbacé dans ses parties les plus larges. L'Almannagjá est une toute petite composante de la dorsale médio-atlantique émergée en Islande sous la forme d'un rift.
Dans sa moitié méridionale, le fond de l'Almannagjá est occupé par le lit de l'Öxará qui se déverse dans la faille par l'Öxarárfoss. La rivière en ressort un peu plus au sud après quelques centaines de mètres pour s'étaler dans les Þingvellir juste avant de se jeter dans le Þingvallavatn.

## Histoire

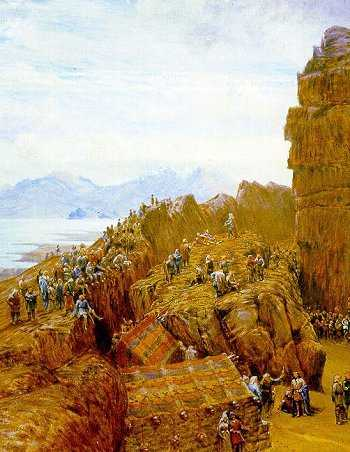
Représentation du XIXe siècle de ce que pouvait être une session de l'Althing au Lögberg.

La faille d'Almannagjá est le principal site historique d'Islande puisque les premiers Islandais, profitant de l'acoustique du lieu, ont proclamé en 930 la formation du premier État islandais et la constitution de leur Parlement, l'Althing, au Lögberg, l'un des blocs basculés du rebord oriental de la faille. Le site servait aussi de lieu de mise à mort, notamment par noyade dans l'Öxará, au Drekkingarhylur.
La circulation automobile y est interdite le 1er novembre 1967, l'ancienne route devenant une allée piétonne.

## Tourisme

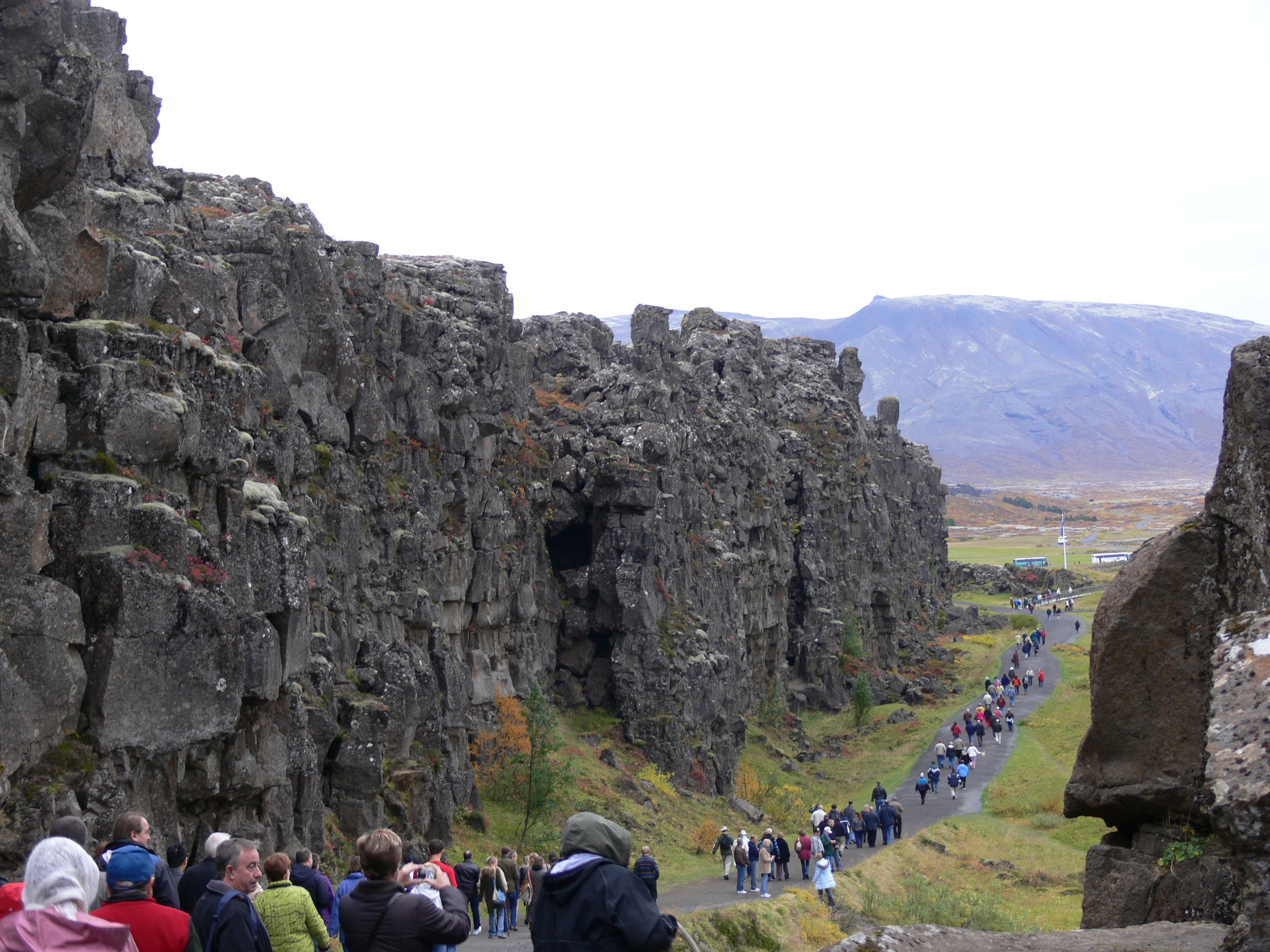
Touristes à l'entrée principale du site.

L'Almannagjá est l'un des principaux sites touristiques d'Islande. Avec le reste du parc national de Þingvellir, elle constitue le Cercle d'or composé en outre de Gullfoss et des geysers de la Haukadalur. Facilement accessible depuis Reykjavik, elle est visitée par des milliers de personnes chaque année.